# 索雷西纳
索雷西纳（義大利語：Soresina），是意大利克雷莫纳省的一个市镇。总面积28平方公里，人口9286人，人口密度331.6人/平方公里（2009年）。国家统计（ISTAT）代码为019098。